# Santuario San José
El Santuario San José es una capilla de estilo colonial, terminada de construir en el año de 1832 por orden de la señora Felipa de Rivas, en acción de gracias por un favor solicitado a este santo. Se encuentra ubicado en el centro poblado San José del municipio de La Victoria, Valle del Cauca. Su antigüedad y estilo clásico le han convertido en destino turístico y lugar de peregrinación para los católicos.

## Historia
Antes de constituirse como población, La Victoria era un asentamiento de colonos liderados por Miguel María Dávila y Antonio María Delgado. Igualmente, una familia acaudalada española compuesta por Fernando Rivas y su esposa, que construyeron y habitaron la hacienda Las Arditas.
Al cabo de unos años de asentarse en el lugar, llegó una orden gubernamental que condenaba a la horca al señor Rivas. Al escuchar al pregonero anunciar la condena, su esposa corrió al oratorio de su hacienda a pedirle a José de Nazaret, patrono de la Buena muerte que librara a su esposo de la vergüenza de morir ahorcado y en su lugar, que falleciera por causas naturales antes de cumplirse la condena. Le prometió que parte de su riqueza la gastaría construyéndole una capilla y que haría traer de su tierra natal una imagen tallada en fina madera.
El día antes de cumplirse la condena a muerte, Fernando Rivas falleció con una altísima fiebre. La señora Rivas vista cumplida la petición, pasado el funeral reunió a sus esclavos y los puso a trabajar en la construcción de la capilla. Escribió a Barcelona solicitando el envío de la estatua del Santo y de personas que conocieran sobre arquitectura española, para la construcción y ornamentación de la capilla.
El 19 de marzo de 1832, día de la fiesta de San José, se inauguró la capilla. Posteriormente el 6 de mayo de 1838 el Obispo de Popayán Salvador Jiménez Enciso ordenó la concesión de indulgencias a quien en una visita al santuario, realice la confesión, comunión, ore por el Santo Padre y el deseo de evitar todo pecado.

## Arquitectura
El templo se destaca por su arquitectura colonial española, con un estilo de espadaña en el frente.